# Hans Nüsslein
Hans Hanne Nüsslein, född 10 mars 1910, Nürnberg, Tyskland, död 28 juni 1991, var en tysk högerhänt professionell tennisspelare. Hans Nüsslein var vid sidan av landsmännen Gottfried von Cramm och Henner Henkel Tysklands bäste manlige tennisspelare under 1930-talet. 
Han upptogs 2006 i International Tennis Hall of Fame. 

## Tenniskarriären
Redan som 21-åring (1931) övergick Nüsslein till Bill Tildens proffs-tour. Som professionell spelare var han sedan inte välkommen att spela i de stora Grand Slam-turneringarna, varför han aldrig vann någon titel i dessa.
Nüsslein var mycket framgångsrik som yrkesspelare och vann vid två tillfällen, 1937 och 1938, inomhusmästerskapen i London (Wembley World Pro). Båda gångerna finalbesegrade han Bill Tilden. År 1934 vann han singeltiteln i US Pro genom finalseger över den tjeckiske spelaren Karel Kozeluh. Nüsslein spelade dessutom singelfinal i Londonmästerskapen 1934 (förlust mot Ellsworth Vines), i US Pro 1932 (förlust mot Kozeluh) och i French Pro 1935 (förlust mot Vines).
Nüsslein utnämndes vid tre tillfällen som professionell världsmästare. 

## Spelaren och personen
Hans Nüsslein var som tennisspelare känd för sina fina grundslag. Bill Tilden kallade Nüsslein för "en maskin med hjärna och den bäste tennisspelare han någonsin sett". 

## Titlar iprofessionella tennismästerskap
- Wembley World Pro
  - Singel - 1937, 1938
- US Pro
  - Singel - 1934